# Malozaharîne, Solone
Malozaharîne (în ucraineană Малозахарине) este localitatea de reședință a comunei Malozaharîne din raionul Solone, regiunea Dnipropetrovsk, Ucraina.

## Demografie
Componența lingvistică a localității Malozaharîne
     Ucraineană (96,68%)
     Rusă (2,99%)
     Alte limbi (0,33%)
Conform recensământului din 2001, majoritatea populației localității Malozaharîne era vorbitoare de ucraineană (96,68%), existând în minoritate și vorbitori de rusă (2,99%).